# Belo Horizonte (stad)
Belo Horizonte is een stad en gemeente en met zijn ca. 2,5 miljoen inwoners de op drie na grootste stad van Brazilië. Inclusief voorsteden telt de stad ca. 4,5 miljoen inwoners (en is inclusief de voorsteden de op twee na grootste stad van het land). Ze is sinds 1897 de hoofdstad van de staat Minas Gerais en vormt een driehoek met de twee grootste Braziliaanse steden, São Paulo en Rio de Janeiro.
De stad ligt op ca. 850 m hoogte en heeft daardoor een vrij aangenaam klimaat. De oppervlakte van de hele metropool is ca. 335 km².

## Geschiedenis
Belo Horizonte is de eerste Braziliaanse stad die als het ware op de tekentafel is ontstaan. Ze heeft veel hoge gebouwen, brede straten en lanen en zorgvuldig ontworpen voorsteden.
Belo Horizonte was bedoeld een paradijselijke stad te worden, maar de hoge graad van urbanisatie in Brazilië heeft echte grotestadsproblemen met zich meegebracht. Belo Horizonte telt intussen, naast enkele wijken voor de rijken en middenstanders, zo'n 300 favelas (sloppenwijken) en achterstandsbuurten. Nog altijd breiden de favelas zich uit, vooral aan de rand van de stad tegen de heuvels aan. Ten gevolge van de hoge werkloosheid, de armoede, het drugs- en drankmisbruik en het feit dat kinderen maar halve dagen naar (de gratis openbare) school gaan, zwerven duizenden kinderen permanent (zo'n 500) of dagelijks op straat. Velen worden het slachtoffer van bende-oorlogen of ander geweld, of sterven jong door ziektes en/of verwaarlozing. Ditzelfde probleem treft men aan in andere Braziliaanse steden.

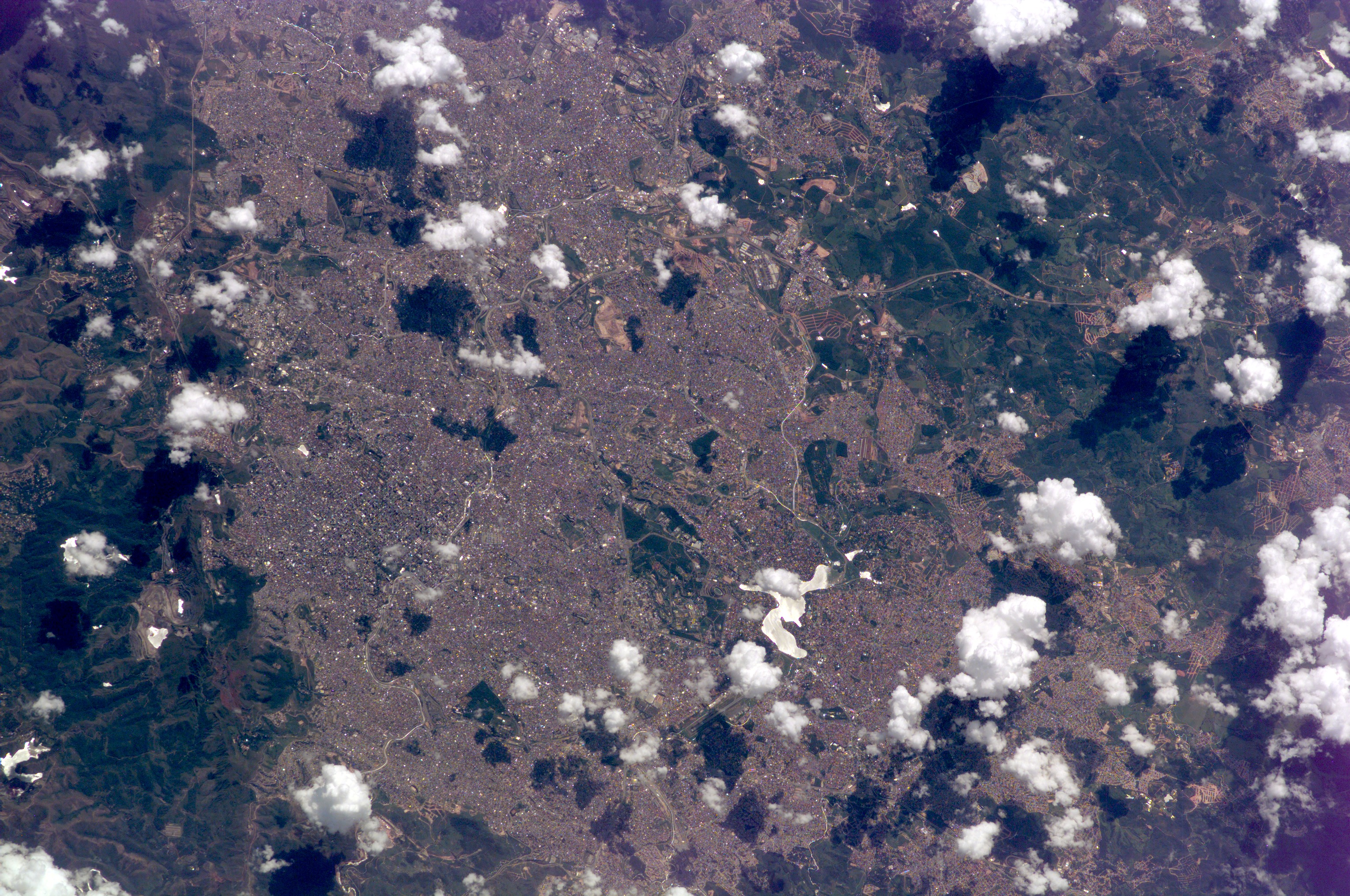
Satellietfoto van de stad

## Aangrenzende gemeenten
De gemeente grenst aan Brumadinho, Contagem, Ibirité, Nova Lima, Ribeirão das Neves, Sabará, Santa Luzia en Vespasiano.

## Economie
De stad is een industrieel groeicentrum, er vindt distributie en verwerking voor de hele omgeving plaats. De belangrijkste industrieën zijn landbouwproducten, mijnbouwproducten (goud, mangaan en edelstenen), staal en staalproducten, autofabricage en textielproductie.

## Cultuur
In Belo Horizonte bevinden zich een historisch museum, sportstadions, bibliotheken en drie universiteiten. Ook is de bekende metalband Sepultura in deze stad opgericht.
Op geringe afstand ligt het Museu de arte da Pampulha (MAP), het Beeldenpark van het Centro de Arte Contemporânea Inhotim in Brumadinho, het Historisch centrum van Ouro Preto en het Heiligdom van Bom Jesus do Congonhas, een basiliek met beelden in Congonhas.

## Verkeer en vervoer
De stad heeft twee vliegvelden. Pampulha is vlak bij de stad gelegen. De luchthaven Tancredo Neves International, beter bekend als Confins, ligt op een uur rijden naar het noorden. Pampulha dient voornamelijk als regionaal vliegveld, Confins handelt zowel nationale als internationale vluchten af.
De stad ligt aan de radiale snelweg BR-040 tussen Brasilia en Rio de Janeiro. Daarnaast ligt ze aan de wegen BR-135, BR-262, BR-356, BR-381, MG-010, MG-020, MG-030, MG-040, MG-050 en MG-433.
De metro van Belo Horizonte bestaat uit een enkele lijn, een tweede lijn is anno 2010 in aanbouw.

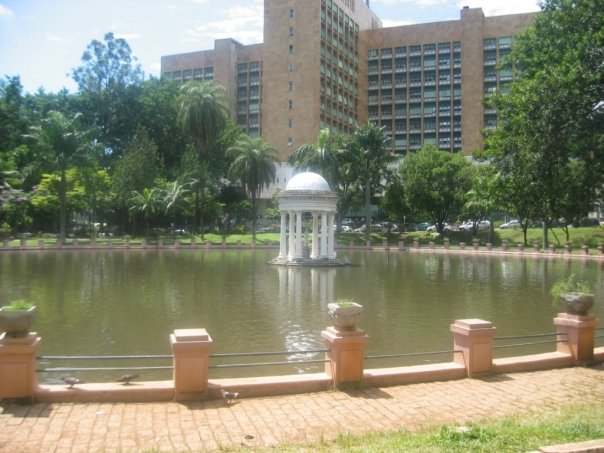
Het Parque Municipal in Belo Horizonte

## Recreatie
Een groot meer, Pampulha, ligt vrij centraal in de stad. In de wijk Pampulha ontwierp Oscar Niemeyer voor het eerst zelfstandig een aantal gebouwen, waaronder ook een museum (Museu de Arte da Pampulha) en een kerk (Igreja São Francisco de Assis). In deze buurt bevinden zich ook het 'Mineirão'-stadion (Estadio Governador Magalhães Pinto) voor 75000 mensen (40000 zitplaatsen) en het olympisch stadion 'Mineirinho' (Estadio Jornalista Felipe Drummond) voor 25000 mensen. In het centrum van de stad bevindt zich het Parque Municipal, met een kermis en verschillende recreatiemogelijkheden. In 2010 zijn in het kader van het gemeenteplan 'Circuito Cultural' alle overheidsgebouwen rondom het centrale plein van de stad, het 'Praça da Liberdade', veranderd van bestemming. In elk gebouw is nu (of in de nabije toekomst) een museum of een andersoortig tentoonstellingsruimte gehuisvest. Het nieuwe 'Museum van Minas Gerais en Metalen', met interactieve collecties over de geschiedenis van de Staat Minas Gerais (waar Belo Horizonte hoofdstad van is) en over de metalen en delfstoffen van Minas Gerais, wordt gezien als een nieuwe toeristische trekker voor de stad.
Aan ditzelfde plein staat ook een van Oscar Niemeyers bekendste bouwwerken Edifício Niemeyer.

## Sport
Voetbal is een belangrijke sport in Belo Horizonte. Cruzeiro EC is met de winst van meerdere landstitels en twee eindzeges in de Copa Libertadores de succesvolste club van de stad. Aartsrivaal Clube Atlético Mineiro werd één keer landskampioen en won één keer de Copa Libertadores. Beide topclubs spelen in stadion Mineirão. In de schaduw van deze clubs is América FC de derde club van Belo Horizonte en speelt in Estádio Independência. Belo Horizonte was met Estádio Independência en Mineirão speelstad bij respectievelijk het WK voetbal van 1950 en 2014. Minas Tênis Clube is een omnisportvereniging met 81 duizend leden waarvan de volleybalafdeling bij zowel de mannen als de vrouwen tot de succesvolste van het land behoort.

## Stedenbanden
Zustersteden van Belo Horizonte:
| - Luanda, Angola (1968) - Nanjing, China (1996) - Havana, Cuba (1995) - Cuenca, Ecuador (2004) - Tegucigalpa, Honduras (2004) - Calcutta, India (2009) - Zahleh, Libanon (1974) - Tripoli, Libië (2003) - Masaya, Nicaragua (2002) | - Lagos, Nigeria (2011) - Bethlehem, Palestina (2001) - Porto, Portugal (1986) - Granada, Spanje (1975) - Homs, Syrië (2001) - Austin, Verenigde Staten (1965-1991) - Fort Lauderdale, Verenigde Staten (2003) - Newark, Verenigde Staten (2006) - Minsk, Wit-Rusland (1987) |

## Bijzonderheden
- Toen Juscelino Kubitschek burgemeester van de stad was, wilde hij een nieuwe stadswijk, Pampulha, ontwikkelen. Hierbij deed hij toen beroep op de jonge architect Oscar Niemeyer en de tuinarchitect Roberto Burle Marx. Ze ontwierpen toen een stadswijk met o.a. de São Franciscokerk, de balzaal, en het casino rond een kunstmatig meer. De burgemeester was dermate tevreden dat hij als president aan dezelfde mensen het ontwerp van de nieuwe hoofdstad Brasilia toevertrouwde.
- De São Francisco de Assiskerk, ontworpen door Oscar Niemeyer en gebouwd in 1943, was dermate revolutionair in vormgeving dat de katholieke clerus pas in 1959 de kerk wilde inwijden.[6][7]

De revolutionair vormgegeven São Francisco de Assiskerk, geïnspireerd door de woorden van de Franse dichter Paul Claudel: "Een kerk is Gods hangar op aarde." Het gebouw is ook bekend als Igreja da Pampulha (Pampulhakerk), naar de naam van de aangelegde plas waaraan hij aan ligt.